# Liang Xiaomei
Liang Xiaomei (en chino: 梁小梅; 20 de septiembre de 1997) es una deportista china que compite en halterofilia.
Ganó dos medallas de oro en el Campeonato Mundial de Halterofilia, en los años 2022 y 2023, ambas en la categoría de 81 kg.
En diciembre de 2023 estableció dos nuevas plusmarcas mundiales de la categoría de 81 kg, en dos tiempos (161 kg) y en el total (284 kg).

## Palmarés internacional
| Campeonato Mundial | Campeonato Mundial    | Campeonato Mundial | Campeonato Mundial |
| Año                | Lugar                 | Medalla            | Categoría          |
| ------------------ | --------------------- | ------------------ | ------------------ |
| 2022               | Bogotá (Colombia)     | Medalla de oro     | 81 kg              |
| 2023               | Riad (Arabia Saudita) | Medalla de oro     | 81 kg              |